# غرانت جيبس
غرانت جيبس (بالإنجليزية: Grant Gibbs)‏ (7 مايو 1964 بالولايات المتحدة - ) هو لاعب كرة قدم أمريكي في مركز الدفاع. لعب مع بورتلاند تِمبرز ‏ وSeattle Storm (soccer) ‏ وميامي فريدوم ‏.